# Lupta de la Cocargea (1916)
Lupta de la Cocargea a fost o acțiune militară de nivel tactic, desfășurată pe Frontul Român, în timpul campaniei din anul 1916 a participării României la Primul Război Mondial. Ea s-a desfășurat în perioada 5/18 septembrie 1916 - 6/19 septembrie 1916 și a avut ca rezultat respingerea atacului forțelor Puterilor Centrale, în ea fiind angajate forțe române din Divizia 12 Infanterie și Divizia 1 Voluntari sârbă și forțe ale Puterilor Centrale din Divizia 1 Infanterie bulgară și Divizia 4 Infanterie bulgară. A făcut parte din acțiunile militare care au avut loc în bătălia de pe aliniamentul Rasova-Cobadin-Tuzla.:p. 360

## Comandanți

### Comandanți aliați
- General Traian Găiseanu
- Colonel Stevan Hadžić

### Comandanți ai Puterilor Centrale
- General Ianko Draganov
- General Pantelei Kiselov